# 월면 반사통신

월면 반사통신의 개념도. 전파가 달에서 반사된다.

월면 반사통신은 달을 반사체로 이용하여 통신을 하는 것을 말한다. 지구에서 VHF 밴드 이상의 주파수의 전파를 달을 향하여 발사하여 교신한다.
지구에서 달까지는 평균 38만km 거리인 동시에 반사파를 사용하기 때문에 전파의 감쇄가 크고 지구로 되돌아오는 전파는 아주 약하게 된다. 이 때문에 월면 반사통신은 아마추어 무선 수준에서는 최대의 송신기 출력, 고이득 안테나, 고감도 수신기가 필요하다.

## 같이 보기
- 정보 이론
- 유성 파열 통신
- 레이더